# Yumi Takigawa
Yumi Takigawa (japanisch 多岐川 裕美 Takigawa Yumi, eigentlich: Kaoru Ōuchi (大内 薫 Ōuchi Kaoru); * 16. Februar 1951 in der Präfektur Tokio) ist eine japanische Schauspielerin und Sängerin.

## Leben
Takigawa spielte 1974 in dem Nunsploitation-Pink Film School of the Holy Beast von Norifumi Suzuki ihre erste größere Rolle. Eine weitere Hauptrolle hatte sie in Shin Joshū Sasori: 701-gō von 1976, dem fünften Teil der Sasori-Reihe. Dieser erreichte jedoch nicht die Beliebtheit der vorhergehenden Teile mit Meiko Kaji. Sie spielte auch Nebenrollen in mehreren Sonny-Chiba-Filmen wie Panik im Tokio-Express.
Seit den 1980er Jahren hat sie auch Fernsehrollen, unter anderem in mehreren der Taiga Dorama genannten Historienserien, die von NHK produziert werden. Des Weiteren war sie in Werbespots für den Toyota Vista sowie für Vesta-Feuerzeuge zu sehen.
Auch als Sängerin trat Yumi Takigawa in Erscheinung. Ihr erstes Album, Suppai Keiken, erschien 1980 und wurde 2007 als CD wiederveröffentlicht.
Takigawas Tochter Hanako ist ebenfalls Schauspielerin.

## Filmografie (Auswahl)
- 1974: School of the Holy Beast (聖獣学園)
- 1975: Graveyard of Honor (仁義の墓場)
- 1975: Panik im Tokio-Express (新幹線大爆破)
- 1976: Shin Joshū Sasori: 701-gō (新女囚さそり 701号)
- 1980: Overkill – Durch die Hölle zur Ewigkeit (復活の日)
- 1980: Earthquake – Flammendes Inferno in Tokio (Jisshin retto)
- 1996: Gonin 2